# Chypre aux Jeux olympiques de la jeunesse d'hiver de 2012
Chypre a participé aux Jeux olympiques de la jeunesse d'hiver de 2012 à Innsbruck en Autriche du 13 au 22 janvier 2012. L'équipe chypriote était composée d'un skieur alpin.

## Résultats

### Ski alpin
Chypre a qualifié un homme en ski alpin.
Homme
| Athlète          | Épreuve      | Finale        | Finale          | Finale          | Finale          |
| Athlète          | Épreuve      | Manche 1      | Manche 2        | Total           | Rang            |
| ---------------- | ------------ | ------------- | --------------- | --------------- | --------------- |
| Dinos Lefkaritis | Slalom       | 1 min 02 s 83 | 47 s 62         | 1 min 50 s 45   | 34              |
| Dinos Lefkaritis | Slalom géant | 1 min 06 s 71 | N'a pas terminé | N'a pas terminé | N'a pas terminé |